# Bråtgöl (Södra Vi socken, Småland)
Bråtgöl är en sjö i Vimmerby kommun i Småland och ingår i Motala ströms huvudavrinningsområde.